# Christian Goldbach
Christian Goldbach   (Königsberg, 18 de març de 1690 - Moscou, 20 de novembre de 1764) va ser un matemàtic prussià.

## Vida i obra
Era el fill d'un pastor luterà. Va estudiar lleis i medicina a la universitat de Königsberg fins al 1709, quan va començar a viatjar per l'actual Alemanya. A partir de 1711, durant els seus viatges a través d'Europa,i va conèixer diversos matemàtics famosos, com Leibniz, Leonhard Euler, i Nicolaus Bernoulli I. El 1725, Goldbach va anar a treballar a la recentment creada Acadèmia de Ciències de Sant Petersburg, on va arribar a ser preceptor del tsar Pere II (aleshores menor d'edat), motiu pel qual es va traslladar a Moscou i va iniciar una intensa correspondència amb Euler que estava a Sant Petersburg. El 1730, en morir Pere II, va retornar a Sant Petersburg on va esdevenir co-director de l'Acadèmia de Sant Petersburg i més tard va acceptar una funció al Ministeri de l'Exterior Rus.

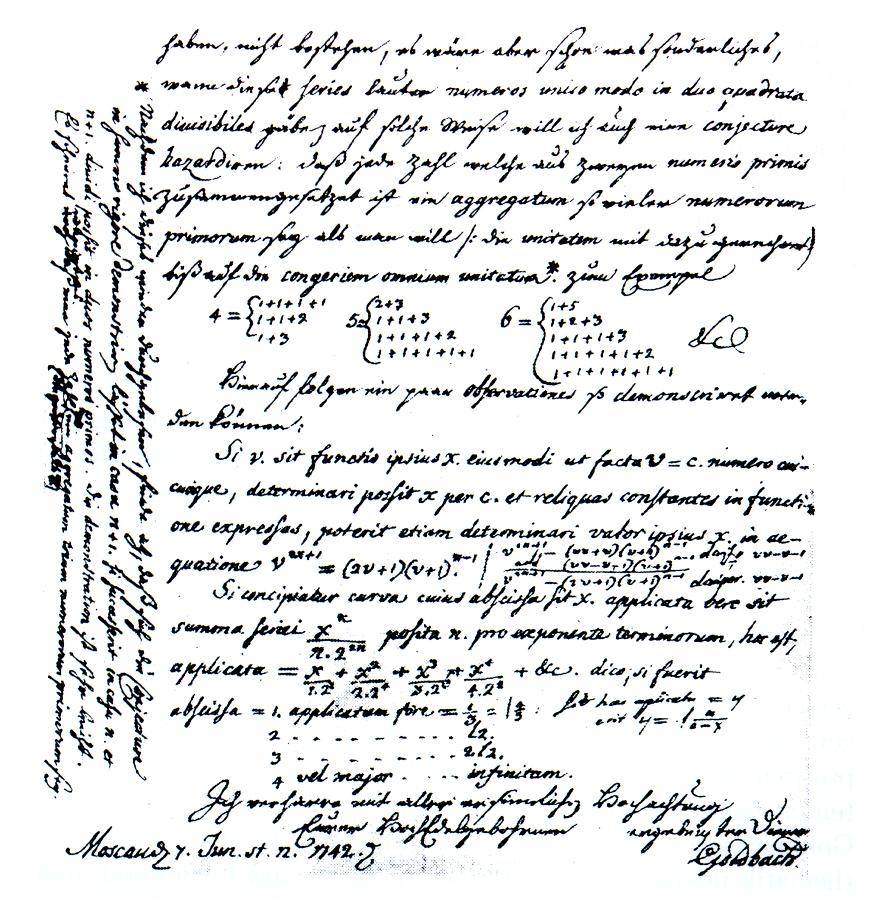
Fragment de la carta a Euler de juny de 1742, en el qual siggereix la conjectura.

Avui en dia és conegut per la seva Conjectura de Goldbach, formulada en una carta a Euler de 1742. De forma senzilla la conjectura a firma que tot nombre parell és igual a la suma de dos nombres primers. Tot i la seva senzillesa, la conjectura continua sense haver-se demostrat des de 1742, tot i que la0ny 2000 ja s'havien calculat els {\displaystyle 4|cdot|10^{14}} primers nombres parells i no s'havia trobat cap contraexemple.
L'any 1992, el matemàtic grec Apóstolos Doxiadis va publicar una novel·la, traduïda a l'anglès l'any 2000, amb el títol de L'oncle Petros i la conjectura de Goldbach en la qual intenta expresar els estats de pensament dels investigadors en matemàtiques.
També va estudiar i demostrar alguns teoremes sobre potències perfectes, com el teorema de Goldbach-Euler.

## Publicacions
- Specimen methodi ad summas serierum (1720) (llatí)[10]
- De transformatione serierum (1729) (llatí)
- De terminis generalibus serierum (1732) (llatí)